# Аштіан
Аштиан (перс. آشتیان) — невелике місто на заході Ірану, у Центральному бахші, шагрестані Аштіан остану Марказі.

## Географія
Місто лежить в центральній частині остану Марказі, у гірській місцевості, на висоті 2 026 метрів над рівнем моря.
Аштіан розташований на відстані приблизно 55 кілометрів на північний схід від Ерака, адміністративного центру провінції, і на відстані 170 кілометрів на північний захід від Тегерана, столиці країни.

## Населення
За даними перепису 2006 року населення становило 8 324 осіб, що проживали у складі 2597 сімей; у національному складі переважають перси (носії одного з центральноіранських діалектів Аштіані), у конфесійному — мусульмани-шиїти.